# 8e étape du Tour de France 2001
Pour un article plus général, voir Tour de France 2001.
La 8e étape du Tour de France 2001 a eu lieu le 15 juillet 2001 entre Colmar et Pontarlier sur une distance de 222,5 km. Elle a été remportée par le Néerlandais Erik Dekker (Rabobank) devant l'Espagnol Aitor González (Kelme-Costa Blanca) et son compatriote Servais Knaven (Domo-Farm Frites-Latexco). Présent également dans l'échappée, l'Australien Stuart O'Grady récupère le maillot jaune à l'issue de l'étape au détriment de son coéquipier Jens Voigt.

## Récit
La course se déroule dans le froid et sous une pluie ininterrompue. Après 5km, une échappée se forme avec 15 coureurs. Dangereux pour le général final, la présence d'Alexandre Vinokourov dans l'échappée oblige l'US Postal à rouler, mais Vinokourov subit une "crevaison".
Vinokourov reparti dans le peloton, l'échappée est libre de partir vers l'arrivée et creuse un écart énorme par rapport au peloton.
A 25 km de l'arrivée, Dekker attaque et il ne se fait reprendre qu'à 10km de l'arrivée par un groupe de 3 coureurs (Aitor González, Servais Knaven et Marc Wauters)
A l'arrivée l'équipe Rabobank profite de sa supériorité numérique avec Marc Wauters qui emmène le sprint pour Erik Dekker.
Erik Dekker gagne le sprint devant Aitor González, Servais Knaven et Marc Wauters,.
Le sprint du peloton est réglé par Robert Hunter à plus de 35 minutes.

## Classement de l'étape
| \| Classement de l'étape \| Classement de l'étape \| Classement de l'étape \| Classement de l'étape \| Classement de l'étape \| \| Coureur \| Coureur \| Pays \| Équipe \| Temps \| \| --------------------- \| --------------------- \| --------------------- \| ------------------------ \| --------------------- \| \| 1er \| Erik Dekker \| Pays-Bas \| Rabobank \| 4 h 59 min 18 s \| \| 2e \| Aitor González \| Espagne \| Kelme-Costa Blanca \| + 0 s \| \| 3e \| Servais Knaven \| Pays-Bas \| Domo-Farm Frites-Latexco \| + 0 s \| \| 4e \| Marc Wauters \| Belgique \| Rabobank \| + 4 s \| \| 5e \| Stuart O'Grady \| Australie \| Crédit Agricole \| + 2 min 32 s \| \| 6e \| Sven Teutenberg \| Allemagne \| Festina \| + 2 min 32 s \| \| 7e \| Jacky Durand \| France \| La Française des jeux \| + 2 min 32 s \| \| 8e \| Bram de Groot \| Pays-Bas \| Rabobank \| + 2 min 32 s \| \| 9e \| Ludo Dierckxsens \| Belgique \| Lampre-Daikin \| + 2 min 32 s \| \| 10e \| Nicola Loda \| Italie \| Fassa Bortolo \| + 2 min 32 s \| |                  |           |                          |                 |
| |                  |           |                          |                 |
| |                  |           |                          |                 |
| Classement de l'étape |                  |           |                          |                 |
| Coureur | Coureur          | Pays      | Équipe                   | Temps           |
| 1er | Erik Dekker      | Pays-Bas  | Rabobank                 | 4 h 59 min 18 s |
| 2e | Aitor González   | Espagne   | Kelme-Costa Blanca       | + 0 s           |
| 3e | Servais Knaven   | Pays-Bas  | Domo-Farm Frites-Latexco | + 0 s           |
| 4e | Marc Wauters     | Belgique  | Rabobank                 | + 4 s           |
| 5e | Stuart O'Grady   | Australie | Crédit Agricole          | + 2 min 32 s    |
| 6e | Sven Teutenberg  | Allemagne | Festina                  | + 2 min 32 s    |
| 7e | Jacky Durand     | France    | La Française des jeux    | + 2 min 32 s    |
| 8e | Bram de Groot    | Pays-Bas  | Rabobank                 | + 2 min 32 s    |
| 9e | Ludo Dierckxsens | Belgique  | Lampre-Daikin            | + 2 min 32 s    |
| 10e | Nicola Loda      | Italie    | Fassa Bortolo            | + 2 min 32 s    |

## Classement général
À la suite de cette échappée fleuve, le classement général est complément chamboulé au terme de la 8e étape. Présent à l'avant même s'il ne dispute pas la victoire d'étape, l'Australien Stuart O'Grady (Crédit agricole) reprend le maillot jaune de leader une seule journée après l'avoir laissé à son coéquipier l'Allemand Jens Voigt. Hormis l'ancien leader, l'ensemble du top 10 est composé par l'échappée, avec le Français François Simon (Bonjour) second à un peu plus de 4 minutes, le Néerlandais Bram de Groot (Rabobank), troisième à plus de vingt minutes, ou encore le Kazakh Andrei Kivilev (Cofidis-Le Crédit par Téléphone), quatrième à 22 minutes. Les autres favoris se retrouvent à plus de 34 minutes.
| \| Classement général \| Classement général \| Classement général \| Classement général \| Classement général \| \| Coureur \| Coureur \| Pays \| Équipe \| Temps \| \| ------------------ \| ------------------ \| ------------------ \| ------------------------------- \| ------------------ \| \| 1er \| Stuart O'Grady \| Australie \| Crédit Agricole \| 34 h 57 min 18 s \| \| 2e \| François Simon \| France \| Bonjour \| + 4 min 32 s \| \| 3e \| Bram de Groot \| Pays-Bas \| Rabobank \| + 21 min 16 s \| \| 4e \| Andrei Kivilev \| Kazakhstan \| Cofidis-Le Crédit par Téléphone \| + 22 min 07 s \| \| 5e \| Sven Teutenberg \| Allemagne \| Festina \| + 27 min 15 s \| \| 6e \| Jens Voigt \| Allemagne \| Crédit Agricole \| + 29 min 23 s \| \| 7e \| Ludo Dierckxsens \| Belgique \| Lampre-Daikin \| + 29 min 49 s \| \| 8e \| Marc Wauters \| Belgique \| Rabobank \| + 30 min 12 s \| \| 9e \| Ludovic Turpin \| France \| AG2R Prévoyance \| + 30 min 35 s \| \| 10e \| Aitor González \| Espagne \| Kelme-Costa Blanca \| + 31 min 56 s \| |                  |            |                                 |                  |
| |                  |            |                                 |                  |
| |                  |            |                                 |                  |
| Classement général |                  |            |                                 |                  |
| Coureur | Coureur          | Pays       | Équipe                          | Temps            |
| 1er | Stuart O'Grady   | Australie  | Crédit Agricole                 | 34 h 57 min 18 s |
| 2e | François Simon   | France     | Bonjour                         | + 4 min 32 s     |
| 3e | Bram de Groot    | Pays-Bas   | Rabobank                        | + 21 min 16 s    |
| 4e | Andrei Kivilev   | Kazakhstan | Cofidis-Le Crédit par Téléphone | + 22 min 07 s    |
| 5e | Sven Teutenberg  | Allemagne  | Festina                         | + 27 min 15 s    |
| 6e | Jens Voigt       | Allemagne  | Crédit Agricole                 | + 29 min 23 s    |
| 7e | Ludo Dierckxsens | Belgique   | Lampre-Daikin                   | + 29 min 49 s    |
| 8e | Marc Wauters     | Belgique   | Rabobank                        | + 30 min 12 s    |
| 9e | Ludovic Turpin   | France     | AG2R Prévoyance                 | + 30 min 35 s    |
| 10e | Aitor González   | Espagne    | Kelme-Costa Blanca              | + 31 min 56 s    |

## Classements annexes
| Classement par points | Classement par points | Classement par points | Classement par points | Classement par points |
| Coureur               | Coureur               | Pays                  | Équipe                | Points                |
| --------------------- | --------------------- | --------------------- | --------------------- | --------------------- |
| 1er                   | Stuart O'Grady        | Australie             | Crédit Agricole       | 116 pts               |
| 2e                    | Erik Zabel            | Allemagne             | Deutsche Telekom      | 103 pts               |
| 3e                    | Jaan Kirsipuu         | Estonie               | AG2R Prévoyance       | 72 pts                |
| 4e                    | Damien Nazon          | France                | Bonjour               | 68 pts                |
| 5e                    | Sven Teutenberg       | Allemagne             | Festina               | 66 pts                |

| Classement par points | Classement par points | Classement par points | Classement par points | Classement par points |
| Coureur               | Coureur               | Pays                  | Équipe                | Points                |
| --------------------- | --------------------- | --------------------- | --------------------- | --------------------- |
| 1er                   | Stuart O'Grady        | Australie             | Crédit Agricole       | 116 pts               |
| 2e                    | Erik Zabel            | Allemagne             | Deutsche Telekom      | 103 pts               |
| 3e                    | Jaan Kirsipuu         | Estonie               | AG2R Prévoyance       | 72 pts                |
| 4e                    | Damien Nazon          | France                | Bonjour               | 68 pts                |
| 5e                    | Sven Teutenberg       | Allemagne             | Festina               | 66 pts                |

| Classement de la montagne | Classement de la montagne | Classement de la montagne | Classement de la montagne       | Classement de la montagne |
| Coureur                   | Coureur                   | Pays                      | Équipe                          | Points                    |
| ------------------------- | ------------------------- | ------------------------- | ------------------------------- | ------------------------- |
| 1er                       | Patrice Halgand           | France                    | Jean Delatour                   | 60 pts                    |
| 2e                        | Laurent Jalabert          | France                    | CSC-Tiscali                     | 50 pts                    |
| 3e                        | Íñigo Cuesta              | Espagne                   | Cofidis-Le Crédit par Téléphone | 31 pts                    |
| 4e                        | Laurent Brochard          | France                    | Jean Delatour                   | 32 pts                    |
| 5e                        | Benoît Salmon             | France                    | AG2R Prévoyance                 | 29 pts                    |

| Classement de la montagne | Classement de la montagne | Classement de la montagne | Classement de la montagne       | Classement de la montagne |
| Coureur                   | Coureur                   | Pays                      | Équipe                          | Points                    |
| ------------------------- | ------------------------- | ------------------------- | ------------------------------- | ------------------------- |
| 1er                       | Patrice Halgand           | France                    | Jean Delatour                   | 60 pts                    |
| 2e                        | Laurent Jalabert          | France                    | CSC-Tiscali                     | 50 pts                    |
| 3e                        | Íñigo Cuesta              | Espagne                   | Cofidis-Le Crédit par Téléphone | 31 pts                    |
| 4e                        | Laurent Brochard          | France                    | Jean Delatour                   | 32 pts                    |
| 5e                        | Benoît Salmon             | France                    | AG2R Prévoyance                 | 29 pts                    |

| Classement du meilleur jeune | Classement du meilleur jeune | Classement du meilleur jeune | Classement du meilleur jeune | Classement du meilleur jeune |
| Coureur                      | Coureur                      | Pays                         | Équipe                       | Temps                        |
| ---------------------------- | ---------------------------- | ---------------------------- | ---------------------------- | ---------------------------- |
| 1er                          | Jörg Jaksche                 | Allemagne                    | ONCE-Eroski                  | 35 h 31 min 56 s             |
| 2e                           | José Iván Gutiérrez          | Espagne                      | ONCE-Eroski                  | + 8 s                        |
| 3e                           | Óscar Sevilla                | Espagne                      | Kelme-Costa Blanca           | + 1 min 27 s                 |
| 4e                           | Francisco Mancebo            | Espagne                      | iBanesto.com                 | + 3 min 28 s                 |
| 5e                           | Sven Montgomery              | Suisse                       | La Française des jeux        | + 5 min 02 s                 |

| Classement du meilleur jeune | Classement du meilleur jeune | Classement du meilleur jeune | Classement du meilleur jeune | Classement du meilleur jeune |
| Coureur                      | Coureur                      | Pays                         | Équipe                       | Temps                        |
| ---------------------------- | ---------------------------- | ---------------------------- | ---------------------------- | ---------------------------- |
| 1er                          | Jörg Jaksche                 | Allemagne                    | ONCE-Eroski                  | 35 h 31 min 56 s             |
| 2e                           | José Iván Gutiérrez          | Espagne                      | ONCE-Eroski                  | + 8 s                        |
| 3e                           | Óscar Sevilla                | Espagne                      | Kelme-Costa Blanca           | + 1 min 27 s                 |
| 4e                           | Francisco Mancebo            | Espagne                      | iBanesto.com                 | + 3 min 28 s                 |
| 5e                           | Sven Montgomery              | Suisse                       | La Française des jeux        | + 5 min 02 s                 |

| Classement par équipes | Classement par équipes | Classement par équipes | Classement par équipes |
| Équipe                 | Équipe                 | Pays                   | Temps                  |
| ---------------------- | ---------------------- | ---------------------- | ---------------------- |
| 1re                    | Rabobank               | Pays-Bas               | 105 h 12 min 16 s      |
| 2e                     | Festina                | France                 | + 23 min 55 s          |
| 3e                     | Crédit Agricole        | France                 | + 43 min 17 s          |
| 4e                     | Kelme-Costa Blanca     | Espagne                | + 50 min 45 s          |
| 5e                     | Fassa Bortolo          | Italie                 | + 58 min 08 s          |

| Classement par équipes | Classement par équipes | Classement par équipes | Classement par équipes |
| Équipe                 | Équipe                 | Pays                   | Temps                  |
| ---------------------- | ---------------------- | ---------------------- | ---------------------- |
| 1re                    | Rabobank               | Pays-Bas               | 105 h 12 min 16 s      |
| 2e                     | Festina                | France                 | + 23 min 55 s          |
| 3e                     | Crédit Agricole        | France                 | + 43 min 17 s          |
| 4e                     | Kelme-Costa Blanca     | Espagne                | + 50 min 45 s          |
| 5e                     | Fassa Bortolo          | Italie                 | + 58 min 08 s          |